# Chancay
Chancay ist eine Hafenstadt im mittleren Peru.

## Geographie
Die Stadt liegt 60 km nordnordwestlich von Lima an der Pazifikküste auf einer Höhe von 58 m. Der Fluss Río Chancay mündet 5 km südsüdöstlich von Chancay ins Meer. Die Stadt liegt im gleichnamigen Distrikt in der Provinz Huaral der Region Lima. Die Provinzhauptstadt Huaral befindet sich 9 km landeinwärts.
Beim Zensus 2017 wurden 35.466 Einwohner gezählt, zehn Jahre zuvor lag die Einwohnerzahl bei 32.312.

## Verkehr

### Straße
Die Fernstraße Panamericana führt durch die Stadt.

### Hafen
2019 schloss die peruanische Regierung  unter Staatspräsident Martín Vizcarra mit der chinesischen Hafenbetreibergesellschaft COSCO Shipping Ports und dem peruanischen Bergbauunternehmen Volcan Compañía Minera einen Vertrag zum Bau eines Hafens in Chancay, der der größte Containerhafen Südamerikas werden sollte. China hält 60 % und Peru 40 % der Eigentumsanteile an dem Hafenprojekt und -betrieb. Der Auftrag zum Bau des Hafens wurde 2022 an die China Harbour Engineering Company (CHEC), ein Tochterunternehmen der China Communications Construction Company, vergeben. Im selben Jahr begannen die Bauarbeiten. Die symbolische Einweihung erfolgte am 14. November 2024. Dies geschah virtuell von Lima aus durch den Staatspräsidenten der Volksrepublik China Xi Jinping, der zum 36. Gipfeltreffen der Asiatisch-Pazifischen Wirtschaftsgemeinschaft nach Peru gekommen war, in Anwesenheit der peruanischen Staatspräsidentin Dina Boluarte. In der ersten Ausbauphase können pro Jahr rund eine Million Container umgeschlagen werden. Die direkte Schiffspassage zwischen Chancay und Shanghai dauert etwa 25 Tage.
Ein Tunnel soll den Hafen mit der Panamericana verbinden.

### Schiene
Die Stadt hatte einen Eisenbahnanschluss sowohl nach Lima im Süden als auch nach Norden. Eine erste Eisenbahn in Normalspur von Lima nach Chancay ging 1870 in Betrieb, wurde aber schon im Salpeterkrieg (1879–1884) wieder zerstört und in der Folge nur zwischen Ancón und Lima wiederhergestellt (siehe: Bahnstrecke Lima–Ancón). Chancay bekam so erst 1912 wieder Eisenbahnanschluss, als die schmalspurige Bahnstrecke Ancón–Sayan der Ferrocarril Noroeste del Perú (Peruanische Nordwest-Bahn) in der Spurweite von 914 mm eröffnet wurde. Sie stellte 1964 ihren Betrieb ein. Darüber hinaus endete im Hafen von Chancay die Bahnstrecke Chancay–Palpa, die wiederum in Meterspur ausgeführt war.
Das peruanische Ministerium für Verkehr und Kommunikation (MTC) plant eine circa 900 Kilometer lange neue Eisenbahnstrecke vom neuen Containerhafen der COSCO Shipping Ports am Pazifik in Chancay in nordöstlicher Richtung nach Pucallpa. Im Rahmen der chinesischen Belt and Road-Initiative und des Projektes Central Bi-Oceanic Railway Corridor ist eine Weiterführung in das angrenzende Brasilien bis zum Atlantik angedacht.

## Persönlichkeiten
- Ottorino Sartor (1945–2021), Fußballspieler